# Jan Bokemeyer
Jan Bokemeyer (* 15. Februar 1970 in Frankfurt am Main; † 27. August 2023 bei Mallorca) war ein deutscher Basketballspieler.

## Leben
Bokemeyer nahm im Sommer 1987 mit der bundesdeutschen Auswahl an der Kadetteneuropameisterschaft in Ungarn teil und kam im Turnierverlauf auf einen Mittelwert von vier Punkten pro Begegnung. Der 1,96 Meter große Flügelspieler, der in der Jugend beim EOSC Offenbach mit Henrik Rödl zusammenspielte und deutscher Jugendmeister wurde, wechselte zum MTV Gießen, für den er zwischen 1991 und 1993 54 Bundesliga-Spiele bestritt.
1993 kam er zum TV Lich, mit dem er in der Saison 1998/99 den Aufstieg in die Basketball-Bundesliga und damit den größten Erfolg der bisherigen Geschichte der Licher Basketballabteilung schaffte. Er gehörte zu den Leistungsträger der Meistermannschaft. In der höchsten deutschen Spielklasse bestritt Bokemeyer im Spieljahr 1999/2000 26 Partien für Lich und war mit 258 erzielten Punkten (9,9 im Durchschnitt pro Begegnung) drittbester Licher Korbschütze hinter Tyron McCoy und Fred Williams. Die Bestmarke seiner Erstligazeit lieferte er im Dezember 1999 ab, als Bokemeyer gegen Frankfurt 16 Punkte erzielte.
Nach dem Abstieg aus der Bundesliga spielte Bokemeyer, der von 1991 bis 1997 an der Gießener Justus-Liebig-Universität Tiermedizin studierte, noch ein Jahr für Lich in der zweiten Liga, ehe er sich auf seinen Beruf konzentrierte. Als Tierarzt arbeitete er zeitweilig an der Tierärztlichen Hochschule Hannover (2002 bis 2007) und ab 2007 wieder an der Gießener Kleintierklinik. 2014 machte er sich als Leiter der von ihm gegründeten Tierklinik Kalbach in Frankfurt am Main selbständig. Zeitweilig bestritt er Wettkämpfe mit der Altherrenmannschaft des TV Lich.
Am 27. August 2023 verschwanden der als erfahrener Segler geltende Bokemeyer und sein Sohn im Mittelmeer während einer Fahrt mit einem Segelboot von Menorca nach Mallorca spurlos. Trotz einer Unwetterwarnung waren sie in Cala Galdana in See gestochen. Zwei Leichen, die am 4. und 5. September 2023 vor der Ostküste Mallorcas entdeckt wurden, wurden anhand von Genspuren als Bokemeyer und sein Sohn identifiziert.